# Temporada de furacões no Pacífico de 2010
A temporada de furacões no Pacífico de 2010 foi a temporada de furacões no Pacífico menos ativa já registada, empatada com 1977. A temporada viu apenas oito tempestades nomeadas, ao lado de uma baixa recorde de três furacões. No entanto, desses três, dois deles se tornaram grandes furacões, e um furacão, o Celia, atingiu a intensidade da Categoria 5 na escala de Saffir-Simpson. A temporada começou oficialmente em 15 de maio no Oceano Pacífico Oriental e em 1 de junho no Pacífico Central; eles terminaram em 30 de novembro. Essas datas delimitam convencionalmente o período de cada ano em que a maioria dos ciclones tropicais se forma na bacia do Pacífico. Porém, a formação de ciclones tropicais é possível em qualquer época do ano.
Ao contrário da temporada anterior, a primeira tempestade da temporada, Agatha, formou-se durante o mês de maio. O Agatha se desenvolveu em 29 de maio próximo à costa da Guatemala. Na segunda semana de junho, uma onda repentina de ciclones tropicais se desenvolveu e, entre os dias 16 e 22 de junho, quatro ciclones se formaram, incluindo os dois maiores furacões da temporada, Celia e Darby, o primeiro dos quais atingiu intensidade de categoria 5. No entanto, após o recorde ativo de junho, julho viu zero tempestades nomeadas. Em agosto e setembro, apenas 2 tempestades tropicais e um furacão se formaram. A Depressão Tropical Onze-E causou muitas inundações no sul do México, causando milhões de dólares em danos, além de causar mais de 50 mortes e US $ 500 milhões em danos nas áreas de Oaxaca e Guatemala. A tempestade tropical Omeka foi uma tempestade rara fora de temporada.

## Previsões sazonais
Em 19 de maio de 2010, a Administração Oceânica e Atmosférica Nacional (NOAA) divulgou sua previsão para a temporada de furacões do Pacífico Central de 2010, que começaria em 1º de junho. Eles esperavam que dois ou três ciclones se formassem ou entrassem na região ao longo da temporada, abaixo da média de quatro ou cinco tempestades. A previsão de atividade abaixo da média baseou-se em dois fatores: o primeiro foi a continuação de um período de redução da atividade no Pacífico central; e segundo, os efeitos de um El Niño-Oscilação Sul Neutro (ENSO) ou La Niña, que reduzem a atividade de ciclones na região. No entanto, à luz do quase acidente do furacão Felicia no ano anterior, meteorologistas do Centro de Furacões do Pacífico Central deram ao público uma mensagem básica para a temporada de 2010: " Prepare-se! Assistir! Agir! ".

Em 27 de maio, 12 dias após o início oficial da temporada de furacões do leste do Pacífico de 2010, a NOAA divulgou sua previsão para a bacia. Semelhante à previsão para o Pacífico central, esperava-se uma atividade abaixo da média, com a formação de nove a quinze tempestades nomeadas, quatro a oito das quais se tornariam furacões e mais uma a três se tornariam grandes furacões. Esta diminuição da atividade foi baseada nos mesmos dois fatores que o Pacífico central, a diminuição da atividade desde 1995 e o evento ENSO. No geral, a NOAA afirmou que havia 75% de chance de atividade abaixo da média, 20% de quase normal e apenas 5% de chance de acima da média devido a um forte La Niña.

## Resumo sazonal
O índice de energia ciclônica acumulada (ECA) para a temporada de furacões do Pacífico de 2010 foi de 49,9625 unidades no Pacífico Oriental e 2.0825 unidades no Pacífico Central. O ECA total na bacia é 52.045 unidades. [nb 1] Este classificado como o terceiro menos ativo desde 1966, logo acima de 1977 e 2007. A grande maioria do ECA resultou dos furacões Celia e Darby, que coletivamente representaram cerca de 70 por cento do total sazonal.
Continuando uma tendência de atividade abaixo da média que começou em 1995, a temporada de 2010 foi tranquila como o esperado. O Pacífico Leste propriamente dito viu um número recorde de tempestades e furacões, com apenas sete e três formando-se, respectivamente. Incluindo o Pacífico Central, a bacia empatou seu recorde de baixa atividade de oito tempestades nomeadas em 1977.
A inatividade foi amplamente atribuída a um evento La Niña moderadamente forte, que resultou em temperaturas da superfície do mar abaixo da média em toda a bacia. Outro fator importante que limita a formação de tempestades foi o deslocamento para o leste de 200 divergência de MB. O deslocamento desse recurso trouxe condições que favorecem o desenvolvimento tropical para mais perto do terreno acidentado do México e da América Central, um fator conhecido por atrapalhar as circulações de baixo nível. Conseqüentemente, seis das sete tempestades nomeadas no Pacífico Oriental se formaram a leste de 106 ° W, quatro das quais se originaram sobre o Golfo de Tehuantepec, onde a maior profundidade das águas quentes era restrita. Um fator limitante final foi o cisalhamento do vento acima da média em grande parte da bacia a leste de 130 ° W e ao norte de 10 ° N.
A temporada começou com atividade recorde, com dois grandes furacões em junho. Os valores ACE excederam 300 por cento da média de longo prazo, embora a maioria se deva à categoria 5 Furacão Celia. O furacão Celia também foi a segunda tempestade mais antiga com essa intensidade durante o curso de uma temporada, superada apenas pelo furacão Ava em 1973. O mês apresentou um valor ACE de 37,22, superando o recorde anterior estabelecido em 1984. Além disso, o Darby foi o primeiro segundo grande furacão de uma temporada, eclipsando o furacão Daniel (1978) ; no entanto, isso foi ultrapassado por Cristina em 2014, Blanca em 2015 e Bud em 2018. Esta atividade parou abruptamente e definhou durante todo o mês de julho. Nenhuma tempestade com nome se desenvolveu durante o mês, marcando a primeira ocorrência desse tipo desde 1966. Porém, devido à atividade em junho, o valor de ACE para a safra no início de agosto ficou um pouco acima do normal, cerca de 107 por cento da média anual. Durante o restante da temporada, a bacia observou baixa atividade recorde, com apenas três tempestades adicionais nomeadas se desenvolvendo.

O recorde de inatividade experimentado no Nordeste do Pacífico também ocorreu no Nordeste do Pacífico. Desde que registos confiáveis começaram na década de 1970, não houve precedente para ambas as bacias experimentando formação de ciclones tropicais excepcionalmente baixa. Além disso, essa falta geral de formação de tempestades foi refletida em todas as bacias de ciclones, exceto no Atlântico. Em média, o Nordeste do Pacífico responde por 16 por cento das tempestades do mundo; no entanto, durante 2010, foi responsável por cerca de 10 por cento (7 de 67 ciclones).

## Sistemas

### Tempestade tropical Agatha
No início de 29 de maio, a primeira depressão tropical da temporada consolidou-se perto do Golfo de Tehuantepec. O fluxo de sudoeste em grande escala fez com que o sistema se movesse lentamente para o nordeste. Dados do dispersômetro indicaram que a depressão logo fortaleceu-se em uma tempestade tropical, na época em que recebeu o nome de Agatha. Atingindo ventos de pico de 45 mph (72 km/h), Agatha logo atingiu a costa no final de 29 de maio perto de Champerico, Guatemala, ao sul da fronteira com o México. Uma vez em terra, o terreno montanhoso da Guatemala fez com que a tempestade se dissipasse rapidamente no início de 30 de maio.

Embora seja um ciclone tropical fraco, Agatha trouxe chuvas torrenciais para grande parte da América Central. As acumulações diárias atingiram um pico de 426 mm (16.78 in) em Montufar, Guatemala e 483 mm (19.0 in) em Ilopango, El Salvador. Segundo o presidente da Guatemala, Álvaro Colom, algumas áreas receberam mais de 1 m (3.3 ft) de chuva. As enchentes e deslizamentos de terra que se seguiram foram catastróficos, especialmente na Guatemala, onde pelo menos 174 pessoas morreram. Em El Salvador, 11 pessoas foram mortas e os danos da tempestade chegaram a US $ 112,1 milhão. Honduras também sofreu perdas significativas com a tempestade com 18 fatalidades e pelo menos $ 18,5 milhões em danos. Uma pessoa também foi morta na Nicarágua. A tempestade também está associada a um grande sumidouro.

### Depressão Tropical Dois-E
Uma onda tropical emergiu na costa oeste da África em 2 de junho e entrou no Oceano Atlântico. Seguindo para o oeste, o sistema finalmente alcançou o Pacífico oriental em 13 de junho. Ao se aproximar do Golfo de Tehuantepec, a convecção aumentou, apesar do forte cisalhamento do vento. No início de 16 de junho, o desenvolvimento suficiente ocorreu para o NHC classificar a onda como uma depressão tropical, momento em que a depressão estava situada em cerca de 180 km (110 mi) ao sul de Salina Cruz, México. Uma passagem do dispersômetro sobre a tempestade revelou que ela atingiu o pico de ventos de 35 mph (56 km/h) mais tarde naquele dia. Posteriormente, o cisalhamento do vento afetou o sistema e sua circulação de baixo nível acabou se dissipando no início de 17 de junho, ainda na costa do México.

Devido à sua proximidade com a terra, alertas e avisos de tempestade tropical foram emitidos antes da tempestade, quando o sistema foi classificado pela primeira vez. Isso foi interrompido quando o sistema se dissipou. A precipitação associada à depressão estendeu-se ao norte até Oaxaca. Em San Juan Bautista Tuxtepec, 82 casas foram danificadas por enchentes e 40 outros foram afetados na cidade de Zimatlán de Alvarez. Algumas casas perderam seus telhados e algumas árvores foram derrubadas como resultado de ventos fortes.

### Tempestade tropical Blas
Em 30 de maio, uma nova onda tropical saiu da costa oeste da África e entrou no Oceano Atlântico. Pouco desenvolvimento convectivo ocorreu ao atravessar a região; no entanto, ao cruzar a América Central entre 9 e 10 de junho, começou a dar sinais de fortalecimento. Em 13 de junho, uma área de baixa pressão se desenvolveu dentro da onda e lentamente desenvolveu uma circulação de superfície ao longo dos 48 horas, pois permaneceu quase estacionário em águas abertas. No início de 17 de junho, a convecção profunda foi capaz de se manter sobre o sistema, levando o NHC a classificar a baixa como Depressão Tropical Três-E; nesta época, a depressão estava situada a 491 km (305 mi) ao sul-sudoeste de Manzanillo, México. Poucas horas depois de se tornar uma depressão tropical, um navio na região relatou ventos sustentados de 45 mph (72 km/h), indicando que o sistema se desenvolveu em uma tempestade tropical. A tempestade recém-aprimorada, agora chamada de Blas pelo NHC, começou a seguir lentamente para o noroeste e, mais tarde, quase exatamente para o oeste, em resposta a um reforço no cume sobre o México.

O forte cisalhamento do vento impediu Blas de se fortalecer ainda mais no dia seguinte; no entanto, em 19 de junho, o sistema entrou em uma região de cisalhamento mais fraco. Isso permitiu que a convecção se desenvolvesse sobre o centro de circulação e, naquela tarde, a tempestade atingiu seu pico de intensidade com ventos de 65 mph (105 km/h) e uma pressão de 992 mbar (hPa; 992 mbar (29.3 inHg) ). Pouco tempo depois, as temperaturas mais amenas da superfície do mar afetaram Blas, fazendo com que a tempestade enfraquecesse gradualmente. Em 21 de junho, o sistema enfraqueceu para uma depressão tropical conforme a convecção diminuía. Horas depois, degenerou em um remanescente não convectivo baixo, embora situado a cerca de 715 mi (1.150 km) oeste-sudoeste da ponta sul da Baja California Sur. Os restos de Blas persistiram até 23 de junho enquanto continuavam para o oeste, antes de se dissipar em uma baixa baixa de nível superior fraco.

### Furacão Celia
Celia formou-se a partir de uma onda tropical em 18 de junho, rapidamente se organizou em uma tempestade tropical e, mais tarde, em um furacão no dia seguinte, quando uma profunda convecção se consolidou em torno do centro. Em 21 de junho, a tempestade se intensificou ainda mais para um furacão de categoria 2 ; no entanto, nos dias seguintes, os ventos de Celia flutuaram. O sistema atingiu brevemente o status de grande furacão em 23 de junho antes de sucumbir temporariamente ao cisalhamento do vento. Uma vez que esse cisalhamento diminuiu no dia seguinte, Celia rapidamente se intensificou para atingir seu pico de intensidade com ventos de 160 mph (260 km/h) e uma pressão barométrica estimada de 921 mbar (hPa; 921 mbar (27.2 inHg) ).

Pouco depois de atingir essa força, o cisalhamento do vento aumentou e o sistema entrou em um ambiente seco e estável. Ao longo dos seguintes 42 horas, os ventos sustentados diminuíram para a força de uma tempestade tropical e o sistema começou a estagnar sobre o oceano aberto em 27 de junho. Apesar das condições altamente desfavoráveis, a tempestade conseguiu manter o status de tempestade tropical até 28 de junho e degenerou em uma baixa remanescente não convectiva naquela noite. Os remanescentes de Celia continuaram a derivar para o norte antes de finalmente se dissipar em 30 de junho, por volta de 990 mi (1.590 km) a sudoeste da ponta sul da Baja California Sur.

### Furacão Darby
O segundo e último grande furacão da temporada, o furacão Darby, originou-se de uma onda tropical vigorosa que atingiu a costa oeste da África em 8 de junho. Inicialmente bem organizada, a onda se deteriorou rapidamente em 24 horas; continuou para o oeste sem reconstrução e entrou no Pacífico Oriental em 19 de junho. No dia seguinte, uma área de baixa pressão se desenvolveu dentro do sistema conforme ele diminuía e se voltava para o oeste-noroeste. Gradualmente organizando-se, a baixa fortaleceu-se em uma depressão tropical em 23 de junho, enquanto situava-se a cerca de 610 km (380 mi) ao sul-sudeste de Salina Cruz, México. Nos dois dias seguintes, Darby passou por dois períodos de rápida intensificação. No final da segunda fase em 25 de junho, a tempestade atingiu seu pico de intensidade como uma furacão categoria 3 com ventos de 120 mph (190 km/h) e uma pressão de 959 mbar (hPa; 959 mbar (28.3 inHg) ). Apesar de ser uma tempestade forte, Darby foi excepcionalmente pequena, com ventos com força de tempestade tropical estendendo-se por apenas 110 km (70 mi) do seu centro.
Pouco depois de atingir o pico, uma grande área de ventos de oeste, produzida pelo furacão Alex sobre o Golfo do México, fez Darby estagnar na costa antes de virar para o leste, sendo arrastado para a circulação da tempestade maior. O aumento do cisalhamento do vento produzido pelo " escoamento maciço de Alex" fez com que a pequena tempestade enfraquecesse rapidamente. Em 28 de junho, Darby havia diminuído para uma depressão tropical e, mais tarde, para uma baixa baixa na costa do México. A baixa persistiu por mais um dia antes de se dissipar totalmente no mar.

Enquanto estiver no mar, as autoridades mexicanas aconselharam os residentes a serem cautelosos com as fortes chuvas de Darby. Alertas foram emitidos para várias áreas; no entanto, a tempestade se dissipou antes de atingir a terra. Os efeitos combinados dos furacões Alex e Darby resultaram em fortes chuvas em grande parte de Chiapas, chegando a 300 to 400 mm (12 to 16 in) em algumas áreas. Inundação repentina danificou 43 casas e afetou 60.000 pessoas.

### Depressão Tropical Seis-E
Em 11 de julho, uma baixa pressão se formou no sudoeste da América Central. No dia seguinte, o sistema começou a se organizar. Após uma diminuição na convecção, o sistema tornou-se mais concentrado. Após desenvolvimento adicional, o NHC atualizou a perturbação para a Depressão Tropical Seis-E em 14 de julho. Six-E diminuiu o impulso para a frente e lentamente virou para o norte. A depressão não se desenvolveu mais e degenerou em uma área de baixa pressão em 16 de julho. No entanto, a baixa remanescente do sistema continuou se movendo para o oeste pelos próximos dias, antes de se dissipar totalmente em 18 de julho.

Embora relativamente longe da terra, as faixas externas da depressão trouxeram fortes chuvas locais para partes de Colima e Jalisco.

### Tempestade tropical Estelle
Depois de um mês de julho inativo e incomum, uma área de clima perturbado formou-se na costa sul do México, em 4 de agosto, a partir de uma onda tropical que deixou a África 13 dias antes. O sistema ficou melhor organizado ao longo do dia seguinte, e foi atualizado para uma depressão tropical em 6 de agosto de 222 km (138 mi) ao sudoeste de Acapulco, México. Inicialmente, havia incerteza quanto ao caminho da tempestade. Atingiu o status de tempestade tropical no mesmo dia. Em 8 de agosto, a tempestade deu sinais de enfraquecimento. Foi rebaixado para uma depressão tropical no dia seguinte. Estelle se tornou uma baixa remanescente em 10 de agosto, dissipando-se logo em seguida.

Embora o centro de Estelle permanecesse offshore, suas bandas externas trouxeram chuvas moderadas a fortes e aumento das ondas nas áreas costeiras de Guerrero, Michoacán, Colima e Jalisco em 7 de agosto. No dia seguinte, um destacamento de nuvens associado à tempestade trouxe chuvas intensas localmente para Mazatlán, resultando em inundações localizadas nas ruas.

### Depressão Tropical Oito-E
Em 3 de agosto, uma onda tropical se moveu para fora da costa oeste da África e seguiu para o oeste através do Oceano Atlântico. Em 15 de agosto, a onda cruzou a América Central e entrou no Pacífico Oriental. Nos cinco dias seguintes, o desenvolvimento foi relativamente lento no início, resultando em meteorologistas do NHC não prevendo que o sistema se tornaria um ciclone tropical. No entanto, em 20 de agosto, uma área de baixa pressão se formou e rapidamente se tornou uma depressão tropical. Nesta época, o sistema estava situado a aproximadamente 298 km (185 mi) oeste-sudoeste de Manzanillo, México. Seguindo para o noroeste em resposta a uma crista de nível médio sobre o noroeste do México, a depressão moveu-se através de uma região de cisalhamento moderado do vento, impedindo um maior desenvolvimento. Uma vez nas águas mais frias em 21 de agosto, a convecção começou a diminuir e o sistema degenerou em um nível remanescente mais tarde naquele dia. Continuando no mesmo caminho, os resquícios da depressão dissiparam-se no início do dia 23 de agosto, em mar aberto.

### Furacão frank
A onda tropical que se tornou Frank foi notada pela primeira vez em 15 de agosto ao sul das Ilhas de Barlavento. A Depressão Tropical Nove-E se formou em 21 de agosto ao sul do Golfo de Tehuantepec. Na manhã seguinte, evoluiu para uma tempestade tropical. Em 23 de agosto, Frank continuou a se intensificar, mas depois enfrentou cisalhamento e entrou em um período de enfraquecimento. No entanto, em 24 de agosto, à medida que o cisalhamento diminuiu, ele começou a se reorganizar e se fortalecer novamente, tornando-se um furacão em 25 de agosto. Frank também formou uma feição ocular que persistiu por cerca de um dia. Dois dias depois, Frank enfraqueceu novamente em uma tempestade tropical. Frank encontrou condições desfavoráveis de alto cisalhamento e águas frias, fazendo com que enfraquecesse rapidamente durante a noite. Frank se tornou uma baixa remanescente em 28 de agosto.

No México, foram registadas seis mortes. Um total de 30 casas foram destruídas e 26 outras danificadas. Duas estradas principais foram danificadas e outra bloqueada devido a deslizamentos de terra. Vários rios transbordaram de suas margens também. Após a tempestade, 110 comunidades solicitaram ajuda do governo. Em 14 de setembro, cerca de 200.000 pacotes de alimentos foram distribuídos para a região. As perdas com o furacão Frank ultrapassaram 100 milhões de pesos (US $ 8,3 milhão).

### Depressão Tropical Dez-E
A Depressão Tropical Dez-E se originou de uma onda tropical que se moveu na costa oeste da África em 14 de agosto. Seguindo para o oeste, a onda finalmente cruzou a América Central e entrou no Oceano Pacífico em 26 de agosto. A organização gradual ocorreu no início de setembro como uma convecção em aprofundamento. Durante o dia 3 de setembro, uma circulação de baixo nível se desenvolveu dentro do sistema e o NHC a classificou como uma depressão tropical. Neste momento, a depressão estava situada a aproximadamente 410 km (255 mi) sul-sudeste da ponta sul da Baja California Sur. Localizado entre uma forte cordilheira sobre o México e o vale sobre o norte do Oceano Pacífico, o sistema seguiu para noroeste durante o resto de sua existência. Os ventos máximos sustentados nunca excederam 35 mph (56 km/h) antes de passar para uma região de águas mais frias e vento de cisalhamento moderado. A combinação desses dois fatores fez com que a convecção diminuísse; a depressão degenerou em um remanescente não convectivo em 4 de setembro antes de se dissipar no dia seguinte.

### Depressão Tropical Onze-E
Em meados de agosto, uma onda tropical que se move para o oeste no Oceano Atlântico gerou o furacão Danielle. A porção sul deste sistema continuou sua trajetória e mais tarde entrou no Pacífico Oriental em 29 de agosto. Em 2 de setembro, a convecção consolidou-se no Golfo de Tehuantepec e uma circulação de baixo nível se desenvolveu à medida que se movia em uma direção geral para o norte. Classificada como depressão tropical no dia seguinte, o National Hurricane Center esperava inicialmente que ela atingisse o status de tempestade tropical antes de se mover sobre a terra. Um navio na região mediu ventos com força de vendaval, apoiando esta previsão, mas análises posteriores revelaram que esses ventos estavam associados a um amplo vale de monção no qual a depressão estava embutida. Sem se intensificar, o sistema atingiu o continente próximo a Salina Cruz, no México, e se enfraqueceu rapidamente. Mantendo sua circulação, a depressão sobreviveu à travessia do México e regenerou-se na tempestade tropical atlântica Hermine. O cruzamento desta tempestade é considerado uma ocorrência incomum, ocorrendo apenas um punhado de vezes desde que os registos confiáveis no Atlântico começaram em 1851.

Devido à proximidade da depressão com a terra, avisos de tempestade tropical foram emitidos para o sul do México. A depressão produziu uma faixa de chuva forte ao longo de sua trilha imediata, com picos localizados acima de 250 mm (10 in) e uma tempestade máxima de 350 mm (13.6 in) em Alvarado, Veracruz. Inundações afetaram mais de 25.000 pessoas em Oaxaca e 6.000 pessoas em Guerrero. O vale das monções em que a depressão foi inserida foi responsável por danos tremendos em toda a América Central, incluindo pelo menos 54 fatalidades e $ 500 milhões em danos em toda a Guatemala. Pelo menos três outros morreram na Costa Rica.

### Tempestade tropical Georgette
Georgette se originou de uma onda tropical que se afastou da costa oeste da África em 1º de setembro. Seguindo para oeste através do Atlântico, a onda acabou gerando uma área de baixa pressão, que se transformou no furacão Karl em 14 de setembro. A onda em si continuou através do Mar do Caribe e entrou no Pacífico Oriental em 17 de setembro, mas o desenvolvimento de significação não foi antecipado. Seguindo para noroeste, a baixa gradualmente se organizou em uma depressão tropical em 20 de setembro, época em que estava situada ao sul da Baja California Sur. Pouco depois, intensificou-se para uma tempestade tropical e foi batizada de Georgette. Em 21 de setembro, Georgette atingiu seu pico de intensidade com ventos de 40 mph (64 km/h) e uma pressão mínima de 999 mbar (hPa; 999 mbar (29.5 inHg) ). A tempestade atingiu a Baja California Sur mais tarde naquele dia, antes de enfraquecer para uma depressão tropical. Continuou para o norte como uma depressão e atingiu o continente mexicano em 22 de setembro. O sistema se dissipou no norte do México no início de 23 de setembro.

Georgette causou as chuvas mais fortes na Baja California Sur dos últimos 15 anos, deixando muitas pessoas desabrigadas. Georgette também produziu ondas altas. O ciclone tropical piorou o problema de enchentes no México, que começou quando o furacão Karl atingiu o continente vários dias antes. Um pico de chuva total de 150 mm (5.9 in) caiu em Todos Santos. Ao longo de Sonora, chuvas de até 120 mm (4.7 in) provocou inundações que danificaram 220 casas. Georgette causou 2.61 in (66 mm) de chuva em Guaymas Inundações foram relatadas em vários lugares (Empalme, Etchojoa, Navojoa, Guaymas, Los Mochis ), causando a evacuação de 500.000 pessoas. Escoamento pesado causou influxos de 18,000 cu ft/s (510 m3/s)   na barragem de El Novillo, forçando a Comisión Nacional del Agua, as autoridades locais de água, a liberar água da barragem. Depois de impactar o México, a umidade do sistema combinou-se com um vale que se aproximava para produzir chuvas fortes e tempestades em todo o Novo México. Um total de 163 mm (6.42 in) foi relatado em Gladstone. As chuvas causaram enchentes que mataram uma pessoa ao longo do Rio Grande perto de Carnuel.

### Tempestade tropical Omeka
Em 16 de dezembro, um ciclone extratropical sobre o Oceano Pacífico Norte começou a mostrar sinais de ciclogênese tropical. Movendo-se para sudeste ao redor da Linha Internacional de Data, o sistema se desenvolveu em uma depressão subtropical dentro da bacia do Pacífico Central em 18 de dezembro, tornando-se o sistema de formação mais recente a leste de 180 ° e ao norte do equador no Oceano Pacífico já registado. Virando para sudoeste, o sistema se intensificou em uma tempestade subtropical mais tarde naquele dia antes de cruzar para o Pacífico Ocidental. Enquanto a oeste da linha de dados, o sistema atingiu seu pico de intensidade com ventos de 60 mph (97 km/h). Ganhando características mais tropicais, a tempestade mudou para um sistema totalmente tropical algumas horas depois de cruzar a linha de dados pela terceira vez. Ao fazer isso, foi reconhecido pelo Centro de Furacões do Pacífico Central e recebeu o nome de Omeka. Voltando-se para o nordeste, o enfraquecimento gradual ocorreu nos dias seguintes, antes que Omeka se dissipasse ao norte das ilhas havaianas, em 21 de dezembro. Naquele dia, o centro de Omeka roçou a Ilha Lisianski, com ventos de 40 milhas por hora (65 km/h). No entanto, nenhum alerta ou aviso de tempestade tropical foi emitido, uma vez que o CPHC antecipou o enfraquecimento antes da tempestade passar pela ilha.

Na época, julgou-se que Omeka existia no nordeste do Pacífico mais tarde do que qualquer outra tempestade desde a década de 1960, quando os registos confiáveis começam na bacia.  No entanto, de acordo com o banco de dados do CPHC, existem dois ciclones tropicais possíveis em 1903 e 1904 que se desenvolveram em 23 de dezembro. Além disso, embora não tenha se transformado em tempestade tropical, a Depressão Tropical Nove-C da temporada de furacões do Pacífico de 2015 se formou no final do ano civil do que Omeka, formando-se em 31 de dezembro de 2015 e dissipando-se no dia seguinte.

## Nomes de tempestade
Os nomes a seguir foram usados para as tempestades nomeadas que se formaram no Pacífico Leste em 2010. Esta é a mesma lista usada na temporada de 2004. Em março de 2011, a Organização Meteorológica Mundial anunciou que não retiraria nenhum nome. Porém, em abril de 2015, a OMM anunciou que o nome Ísis (que não era usado em 2010) estava sendo aposentado, devido ao surgimento do grupo terrorista com o mesmo nome. O nome Ivette foi escolhido para substituí-lo. Caso contrário, esta lista foi usada novamente na temporada de 2016.
| - Agatha - Blas - Celia - Darby - Estelle - Frank - Georgette - Howard (sem usar) | - Isis (sem usar) - Javier (sem usar) - Kay (sem usar) - Lester (sem usar) - Madeline (sem usar) - Newton (sem usar) - Orlene (sem usar) - Paine (sem usar) | - Roslyn (sem usar) - Seymour (sem usar) - Tina (sem usar) - Virgil (sem usar) - Winifred (sem usar) - Xavier (sem usar) - Yolanda (sem usar) - Zeke (sem usar) |

Para tempestades que se formam na área de responsabilidade do Centro de Furacões do Pacífico Central, abrangendo a área entre 140 graus oeste e a Linha Internacional de Data, todos os nomes são usados em uma série de quatro listas rotativas. Os próximos quatro nomes que foram programados para uso em 2010 são mostrados abaixo; no entanto, apenas o nome Omeka foi usado.
| - Omeka |

### Nomes retirados
Em 17 de abril de 2015, o nome Ísis foi retirado da lista de nomes por ser considerado impróprio por causa do grupo militante de mesmo nome. Foi substituído por Ivette para a temporada de 2016.

## Efeitos sazonais
Esta é uma tabela de todas as tempestades que se formaram durante a temporada de furacões de 2010 no Pacífico. Inclui seus nomes, duração, força de pico, áreas afetadas, danos e totais de mortes. As mortes entre parênteses são adicionais e indiretas (um exemplo de morte indireta seria um acidente de trânsito), mas ainda estavam relacionadas a essa tempestade. Danos e mortes incluem totais enquanto a tempestade era extratropical, uma onda ou uma baixa, e todos os números de danos são em 2010 USD.

| Escala de Furacões de Saffir-Simpson |    |    |   |   |   |   |   |
| DT                                   | TS | TT | 1 | 2 | 3 | 4 | 5 |

| Agatha                | 29 de maio–30            | Tempestade tropical | 75 (45)   | 1001 | México Sudoeste, Central America     | $1 112 600 000 | 204      |  |
| Dois-E                | 16 de junho–17           | Depressão tropical  | 55 (35)   | 1007 | México Sudoeste                      | Menor          | Nenhum   |  |
| Blas                  | 17 de junho–21           | Tempestade tropical | 100 (65)  | 994  | Nenhum                               | Nenhum         | Nenhum   |  |
| Celia                 | 18 de junho–28           | Furacão categoria 5 | 260 (160) | 921  | México Sudoeste, Ilha Clipperton     | Nenhum         | Nenhum   |  |
| Darby                 | 23 de junho–28           | Furacão categoria 3 | 195 (120) | 959  | México Sudoeste                      | Nenhum         | Nenhum   |  |
| Seis-E                | 14 de julho–16           | Depressão tropical  | 55 (35)   | 1006 | México Ocidental                     | Nenhum         | Nenhum   |  |
| Estelle               | 6 de agosto–10           | Tempestade tropical | 100 (65)  | 994  | México Sudoeste, Northwestern Mexico | Nenhum         | Nenhum   |  |
| Oito-E                | 20 de agosto–21          | Depressão tropical  | 55 (35)   | 1003 | Nenhum                               | Nenhum         | Nenhum   |  |
| Frank                 | 21 de agosto–28          | Furacão categoria 1 | 150 (90)  | 978  | México Sudoeste, México Ocidental    | $8 300 000     | 6        |  |
| Dez-E                 | 3 de setembro–4          | Depressão tropical  | 55 (35)   | 1003 | Nenhum                               | Nenhum         | Nenhum   |  |
| Onze-E                | 3 de setembro–4          | Depressão tropical  | 55 (35)   | 1004 | México Sudoeste, Central America     | $500 000 000   | 0 (57)   |  |
| Georgette             | 20 de setembro–23        | Tempestade tropical | 65 (40)   | 999  | Northwestern Mexico                  | Minor          | 0 (1)    |  |
| Omeka                 | 18 de dezembro–21        | Tempestade tropical | 95 (60)   | 997  | Havai                                | Nenhum         | Nenhum   |  |
| Agregado da temporada |                          |                     |           |      |                                      |                |          |  |
| 13 sistemas           | 29 de maio – dezembro 21 |                     | 260 (160) | 921  |                                      | $1 620 900 000 | 210 (58) |  |